# Consulat général de France à Cracovie
Le consulat général de France à Cracovie, créé dans la première moitié du XIXe siècle au moment où la Pologne était partagée entre l'Allemagne, l'Autriche et la Russie à l'exception de la République de Cracovie, est une représentation consulaire de la République française en Pologne, dont la circonscription couvre actuellement le Sud du pays de l'Allemagne à l'Ukraine en longeant les frontières tchèque et slovaque : voïvodies de Piémont des Carpates, Sainte-Croix, Petite-Pologne, Silésie, Opole et Basse-Silésie. 
Il assure notamment la couverture du site d'histoire et de mémoire d'Auschwitz-Birkenau, des agglomérations de Cracovie, de la Haute-Silésie autour de Katowice, et de Wrocław, ainsi que de plusieurs régions touristiques dont les Tatras polonaises avec Zakopane.
Parmi les ressortissants français résidant sur le territoire de la circonscription, il y a les membres de la communauté de familles franco-polonaises de rapatriés des années 1946-1949 dans la région de Wałbrzych.

## Compétences
Depuis le 1er janvier 2005 le consulat général est un poste à gestion simplifiée, dit « d’influence », ce qui a impliqué le transfert de certaines compétences à la section consulaire de l'ambassade de France à Varsovie,. 
Outre ses fonctions représentatives et la protection des Français de passage ou résidant dans la circonscription, le consulat général n'assure plus qu'une veille politique et économique et certaines opérations comme :
- La délivrance d'un certificat de vie aux pensionnés et retraités,
- L'établissement d'un laissez-passer en cas d'urgence,
- La légalisation et la certification de documents,
- L'organisation des opérations de vote pour l'élection du Président de la République, le référendum et l'élection de l'Assemblée des Français de l'étranger et l'établissement des procurations de vote pour tous les types de scrutin.

En revanche, les opérations suivantes sont réglées désormais à Varsovie, le consul général pouvant être un guichet de dépôt des pièces qu'il transmet à l'ambassade :
- Délivrance de visas.

## Coordonnées et antennes
Le consulat général constitue depuis 2000 un "poste mixte" regroupant dans ses locaux les activités consulaires et l'Institut français de Cracovie : ul. Stolarska 15, 31-043 Kraków - tél. +48 12 424 53 00 - tél. de permanence : +48 602 751 411. Avant la seconde guerre mondiale, il se trouvait ul. Pierackiego 1. Il était ensuite 47 rue Krupnicza jusqu'en 1977.

## Histoire

### Katowice
Durant l'entre-deux-guerres, le consulat général de France à Cracovie et Katowice disposait d'une agence consulaire puis d'une chancellerie détachée à Katowice.
Après la Seconde Guerre mondiale, le Consulat à Katowice a été réinstallé au moment de la nomination par le Gouvernement provisoire de la République française de Gustave Martin, Consul général, qui a pris ses fonctions le 29 novembre 1945.
Le Consulat de France à Katowice a été officiellement fermé le 31 décembre 1953.
Une nouvelle agence consulaire confiée à un consul honoraire, madame Anna Krasuska-Terrillon (avocate), est officiellement inaugurée le 3 mars 2014.

### Wrocław
Il existe sur le territoire de la circonscription un consulat honoraire à Wrocław, dont les locaux voisinent avec ceux de l'Alliance française : Rynek 58/300, 50-116 Wrocław, tél. +48 71 341 02 80. Le consul honoraire est habilité à remettre les passeports biométriques. Un bureau de vote relevant du consulat général à Cracovie est organisé pour les scrutins présidentiels et législatifs en 2012.
Avant la Seconde Guerre mondiale, il y avait un consulat de plein exercice à Breslau, qui avait fonctionné de 1874 à 1936, à l'exception de la fermeture durant la Première guerre mondiale (de 1914 à 1919). Il avait fait l'objet, comme le consulat de Pologne, d'une attaque en 1920,. Rouvert immédiatement après la guerre, il a cessé ses activités du fait de la guerre froide en 1947. 
Le consulat honoraire a été installé en 1995.
Listes des consuls
- Émile Boeufvré (1874-1876)
- L. Vessilier (1876-1879)
- Paissant de Suzainnecourt (1879-1881)
- Léo Laubert (1881-1883)
- Joseph de Pina de Saint-Didier (1883-1887)
- du Closel (1887-1889)
- Émile Delfart (1889-1897)
- Raymond Pilet (1897-1914)
- Alfred Tondeur-Scheffler (1914)
- Georges Terver (1919-1926), plus tard ambassadeur en Équateur[13]
  - Maurice Ardiet (vice-consul)

consul général à Wrocław
- René Bouchez (1946-1947)

consuls honoraires à Wrocław depuis 1993
- Jacek Libicki (1993-2003)
- Philippe Berthier[14] (2003-2008)
- Richard Kepinski (depuis 2008, renouvelé en 2013)

### Opole
L'agence consulaire située à Opole a été fermée en 2008.
- Madame Anna Koska, vice-consule honoraire (2003-2008)

### Tournées consulaires
Des tournées consulaires sont organisées régulièrement.

## Effectifs des Français inscrits
2 393 Français sont inscrits au registre des Français établis hors de France (chiffres de février 2010 et de février 2011) sur le territoire de la circonscription, qui se partage en 8 îlots :
- Cracovie : 551 inscrits (2010), 574 (2011)
- Katowice : 278 inscrits (2010), 300 (2011)
- Kielce : 35 inscrits (2010), 38 (2011)
- Rybnik : 153 inscrits (2010), 146 (2011)
- Opole : 127 inscrits (2010), 140 (2011)
- Rzeszów : 49 inscrits (2010), 52 (2011)
- Wałbrzych : 539 inscrits (2010), 534 (2011)
- Wrocław : 287 inscrits (2010), 297 (2011)

La circonscription compte également quelque trois cents étudiants français du programme Erasmus, dont plus de deux cents résident à Cracovie.

## Liste des consuls généraux de France à Cracovie
Depuis 2000, les consuls généraux sont également directeurs de l'Institut français de Cracovie, constituant depuis 2012 avec l'celui de Varsovie l'Institut français de Pologne.
| Nom                            | Dates     |
| ------------------------------ | --------- |
| Gustave Martin                 | 1945-1946 |
| Alphonse Droz                  | 1946-1947 |
| Henri Léautier                 | 1948-1949 |
| Jacques Honoré                 | 1949-1951 |
| Victor Revelli                 | 1951-1954 |
| Alain Peyrefitte               | 1954-1956 |
| Jean Van Ghele (d)             | 1956-1961 |
| Maurice Deshors                | 1961-1965 |
| Patrice Le Caruyer de Beauvais | 1965-1968 |
| Jean Honnorat                  | 1968-1972 |
| Joseph Schmid                  | 1972-1975 |
| Henri Vial                     | 1975-1977 |
| Marcel Roux                    | 1977-1980 |
| André Bonamy                   | 1980-1984 |
| François Breton                | 1984-1987 |
| Alain du Boispéan              | 1987-1991 |
| Didier Destremau (d)           | 1991-1995 |
| Yves Barelli (d)               | 1995-1998 |
| Roland Blatmann (d)            | 1998-2002 |
| Michel Raineri (d)             | 2002-2005 |
| Sylvie de Bruchard (d)         | 2005-2007 |
| Pascal Vagogne (d)             | 2007-2010 |
| Alexis Chahtahtinsky (d)       | 2010-2013 |
| Thierry Guichoux (d)           | 2013-2016 |
| Frédéric de Touchet (d)        | 2016-2020 |
| Anne Schmidt-Riou (d)          | 2020-2023 |
| Cédric Peltier (d)             | 2023 -    |

Source avant 1987 : Annuaire diplomatique (imprimé) + citations sur internet

Source depuis 1990 : Journal officiel (Legifrance)